# Roland SH-101

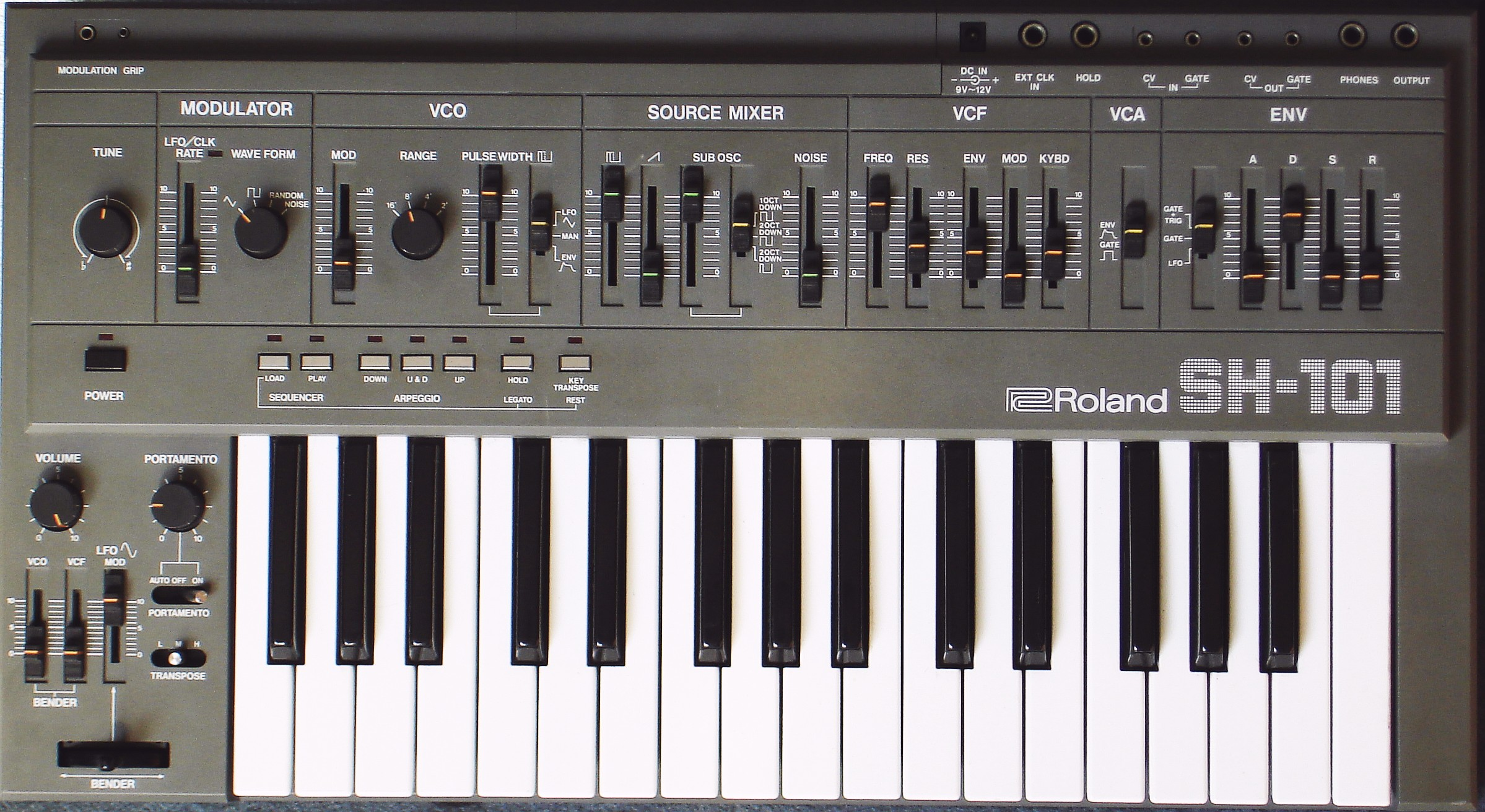
Roland SH-101 сіра модель

Roland SH-101 — аналоговий синтезатор, який вироблявся корпорацією Roland з 1982 по 1986 рік. Попри те, що під час виробництва він був чимось на зразок комерційної невдачі, пізніше він став основним продуктом електронної музики 1990-х років, особливо хаус-музики.

## Реліз
SH-101 продавався в США за ціною 495 доларів США, а у Великій Британії – за 249 фунтів, що робило його набагато доступнішим, ніж популярні цифрові синтезатори того часу. Дві обмежені версії також були випущені в червоному та синьому кольорах, на відміну від оригінального сірого. Компанія Roland продала SH-101 на ринку клавіатури, що розвивався, з такими гаслами в журналах, як «свобода самовираження» та «[101] доставить вас туди, куди ви хочете». Однак його продажі перевищили цифровий Yamaha DX7, і його виробництво було припинено в 1986 році.

## Відомі користувачі
Відомі музиканти, які використовували SH-101, включають:
Nitzer Ebb, Aphex Twin Вінс Кларк із Erasure, Пол Фрік із Tangerine Dream, Future Sound of London, Orbital, Überzone, The Prodigy, 808 State, The Grid, Eat Static, Jimmy Edgar, Apollo 440, Devo, Union Jack, Luke Vibert, Dirty Vegas, Skinny Puppy, Pig, MSTRKRFT, Josh Wink, Depeche Mode, The Crystal Method, Astral Projection, Les Rythmes Digitales, Squarepusher, KMFDM, Freddy Fresh, Lab-4, Jimmy Dickinson of Little Angels, The Chemical Brothers, Boards of Canada, The Knife та багато інших.

## Програмні емуляції
У червні 2020 року компанія Roland випустила плагіни Zenology для синтезаторів Roland, які включають емулятор SH-101. Roland стверджує, що це надточна копія.